# Alles mag op ...
Alles mag op vrijdag is een Nederlands komisch spelprogramma dat liep van 2014 tot 2017 en werd uitgezonden door RTL 4. De eerste twee seizoenen werden uitgezonden op vrijdagavond. Na de verhuizing van het programma naar de zaterdagavond in het derde seizoen en de zondag in het vierde seizoen werd het programma omgedoopt tot respectievelijk Alles mag op zaterdag en Alles mag op zondag. 
Het programma is gebaseerd op het Franse programmaformat Vendredi tout est permis (Nederlands: Op vrijdag is alles toegestaan) dat sinds 2011 te zien was op het kanaal TF1. Het format is wereldwijd aan zo’n 30 landen verkocht, en werd gedistribueerd door Shine International.

## Inhoud
In het programma strijden Gordon en Gerard Joling met ieder twee bekende gasten in humoristische spellen. Het programma staat onder leiding van presentator Jandino Asporaat.

## Spellen
FotomimeIn deze ronde staat een speler tegenover zijn teamgenoten achter wie een foto te zien is. Hij moet deze uitbeelden. Als zijn teamgenoten het uitgebeelde raden, wisselt de beurt en moet een ander teamlid een foto uitbeelden. Het is de bedoeling zoveel mogelijk foto's te raden binnen een beperkte tijdslimiet.
De schuine scèneIn deze ronde spelen de teams een scène in een decor dat 22,5 graden schuin staat. Hierdoor wordt het moeilijker om te lopen en maken de spelers regelmatig een val. Ook losse voorwerpen vallen hierdoor vaak naar beneden, soms bovenop de spelers. Deze scène wordt gefilmd met een camera die eveneens in een hoek van 22,5 graden staat. Voor de kijker lijkt het alsof niet het decor scheef staat, maar de spelers, aangezien hij/zij de scène hierdoor normaal ziet op zijn/haar scherm. Aan het einde van de avond kiest het publiek in de studio de leukste scène. Vanaf seizoen 3 worden de schuine scènes echter niet meer beoordeeld door het publiek en telt deze ronde dus niet meer mee.
De dirigentIn deze ronde zitten de twee gastspelers naar het publiek toe en krijgt het hele publiek een kazoo, de bedoeling is dat de teamcaptain het publiek zo probeert te dirigeren dat zijn teamgenoten het nummer herkennen dat gespeeld wordt, zodat ze dit kunnen proberen te raden.
Uit de hoogteIn deze ronde wordt er hints gespeeld en moeten er drie of vier spreekwoorden geraden worden, maar de gastspeler die ze moet uitbeelden zit in een tuigje en wordt per goed geraden spreekwoord hoger de studio in gehesen.
LichaamstaalIn deze ronde moeten de twee gastspelers een woord spellen door op de grond de letters te vormen. Elke keer dat er een letter ligt, wordt er van bovenaf een foto gemaakt. De andere teamleden moeten met behulp van deze foto's het woord proberen te raden.
Daar teken ik voorEen teamlid moet op een digitaal scherm woorden tekenen die het team moet proberen te raden. De kijker ziet deze tekeningen hierbij ook op zijn/haar scherm, zodat deze ook zelf kan proberen te herkennen wat getekend wordt.
Danswoordenis een ronde waarin een van de gastspelers met een danser of danseres moet dansen en daarbij een woord moet omschrijven zonder het woord of een deel daarvan te zeggen. De teamgenoten moeten dit woord proberen te raden.
SchimmenspelHet ene team moet achter een scherm Nederlandse liedjes uitbeelden die het andere team moet raden
SchreeuwlelijkDe leden van een team krijgen koptelefoons met muziek op en moeten woorden naar elkaar toe schreeuwen die de ze moeten raden aan de hand van de bewegingen van de lippen. De kijker hoort de teamleden deze woorden wel schreeuwen, zodat deze kan horen of de woorden goed worden geraden. Ze kunnen echter ook zelf meedoen door een koptelefoon met muziek(bijvoorbeeld van smartphone) op te zetten of gewoon het geluid van de TV uit te zetten.
HoogspanningEen speler beschrijft iets zonder bepaalde woorden te noemen. Deze verboden woorden zijn voor hem en de kijker te zien op een scherm. Zijn/haar handen liggen hierbij op twee elektrische bollen. Zodra hij/zij deze woorden noemt en als hij/zij "ja", "nee" of "eh" zegt, krijgt hij/zij een stroomstoot. De teamgenoten moeten proberen de woorden die omschreven worden te raden.

## Seizoensoverzicht
| Seizoen | Uitzendtijden          | Titel                 | Aantal afleveringen | Start seizoen    | Start seizoen | Einde seizoen    | Einde seizoen | Gemiddelde kijkcijfers |
| Seizoen | Uitzendtijden          | Titel                 | Aantal afleveringen | Datum            | Kijkcijfers   | Datum            | Kijkcijfers   | Gemiddelde kijkcijfers |
| ------- | ---------------------- | --------------------- | ------------------- | ---------------- | ------------- | ---------------- | ------------- | ---------------------- |
| 1       | Vrijdag 21:30 – 22:30  | Alles mag op vrijdag  | 7                   | 25 april 2014    | 1.433.000     | 6 juni 2014      | 1.071.000     | 1.346.000              |
| 2       | Vrijdag 21:30 – 22:30  | Alles mag op vrijdag  | 8                   | 27 februari 2015 | 1.380.000     | 17 april 2015    | 1.228.000     | 1.169.750              |
| 3       | Zaterdag 21:30 – 22:30 | Alles mag op zaterdag | 7                   | 12 maart 2016    | 1.364.000     | 23 april 2016    | 1.566.000     | 1.387.857              |
| 4       | Zondag 21:00 – 22:00   | Alles mag op zondag   | 7                   | 8 januari 2017   | 926.000       | 19 februari 2017 | 676.000       | 835.000                |

## Afleveringen
Het eerste seizoen van Alles mag op vrijdag werd uitgezonden van 25 april tot 6 juni 2014. Op 27 februari 2015 begonnen de uitzendingen van het tweede seizoen. Vanwege de verhuizing naar de zaterdag werd de titel voor seizoen drie van het programma gewijzigd in Alles mag op zaterdag. Het vierde seizoen, dat in januari 2017 begint, wordt op zondag uitgezonden en derhalve wordt de titel gewijzigd in Alles mag op zondag.

### Gasten Alles mag op vrijdag
| Seizoen | Nr. | Uitzenddatum     | Team        | BN'ers                | BN'ers                  | Kijkcijfers |
| ------- | --- | ---------------- | ----------- | --------------------- | ----------------------- | ----------- |
| 1       | 1   | 25 april 2014    | Team Gordon | Ferry Doedens         | Ruud Feltkamp           | 1.433.000   |
| 1       | 1   | 25 april 2014    | Team Gerard | Dennis Weening        | Klaas van der Eerden    | 1.433.000   |
| 1       | 2   | 2 mei 2014       | Team Gordon | Jamai Loman           | Ruben van der Meer      | 1.482.000   |
| 1       | 2   | 2 mei 2014       | Team Gerard | Danny de Munk         | Froukje de Both         | 1.482.000   |
| 1       | 3   | 9 mei 2014       | Team Gordon | Tygo Gernandt         | Sanne Vogel             | 1.484.000   |
| 1       | 3   | 9 mei 2014       | Team Gerard | Dennis van der Geest  | Edith Bosch             | 1.484.000   |
| 1       | 4   | 16 mei 2014      | Team Gordon | Fred van Leer         | Anouk Smulders          | 1.282.000   |
| 1       | 4   | 16 mei 2014      | Team Gerard | Jan Smit              | Charly Luske            | 1.282.000   |
| 1       | 5   | 23 mei 2014      | Team Gordon | Manon Meijers         | Thijs Willekes          | 1.296.000   |
| 1       | 5   | 23 mei 2014      | Team Gerard | Irene Moors           | Jeroen van der Boom     | 1.296.000   |
| 1       | 6   | 30 mei 2014      | Team Gordon | Quinty Trustfull      | Pernille La Lau         | 1.374.000   |
| 1       | 6   | 30 mei 2014      | Team Gerard | Chantal Janzen        | Dirk Zeelenberg         | 1.374.000   |
| 1       | 7   | 6 juni 2014      | Team Gordon | Patty Brard           | Jim Bakkum              | 1.071.000   |
| 1       | 7   | 6 juni 2014      | Team Gerard | Patricia Paay         | Roué Verveer            | 1.071.000   |
| 2       | 1   | 27 februari 2015 | Team Gordon | Jamai Loman           | Britt Dekker            | 1.380.000   |
| 2       | 1   | 27 februari 2015 | Team Gerard | Kim-Lian van der Meij | Maik de Boer            | 1.380.000   |
| 2       | 2   | 6 maart 2015     | Team Gordon | Bobbi Eden            | Nicolette Kluijver      | 1.353.000   |
| 2       | 2   | 6 maart 2015     | Team Gerard | Ferry Doedens         | Pip Pellens             | 1.353.000   |
| 2       | 3   | 13 maart 2015    | Team Gordon | Nicolette van Dam     | Gerard Ekdom            | 1.435.000   |
| 2       | 3   | 13 maart 2015    | Team Gerard | Patrick Martens       | Vivienne van den Assem  | 1.435.000   |
| 2       | 4   | 20 maart 2015    | Team Gordon | Daphne Deckers        | Mark van Eeuwen         | 1.347.000   |
| 2       | 4   | 20 maart 2015    | Team Gerard | Viktor Brand          | Mike Weerts             | 1.347.000   |
| 2       | 5   | 27 maart 2015    | Team Gordon | Mattie Valk           | Wietze de Jager         | 1.199.000   |
| 2       | 5   | 27 maart 2015    | Team Gerard | Gijs Staverman        | Jeroen Kijk in de Vegte | 1.199.000   |
| 2       | 6   | 3 april 2015     | Team Gordon | Do                    | Janice                  | 1.493.000   |
| 2       | 6   | 3 april 2015     | Team Gerard | Rian Donders          | Roy Donders             | 1.493.000   |
| 2       | 7   | 10 april 2015    | Team Gordon | Ryan Marciano         | Sunnery James           | 1.165.000   |
| 2       | 7   | 10 april 2015    | Team Gerard | Xander de Buisonjé    | Lieke van Lexmond       | 1.165.000   |
| 2       | 8   | 17 april 2015    | Team Gordon | Sylvia Geersen        | Mari van de Ven         | 1.228.000   |
| 2       | 8   | 17 april 2015    | Team Gerard | Bastiaan Ragas        | Tooske Ragas            | 1.228.000   |

### Gasten Alles mag op zaterdag
| Seizoen | Nr. | Uitzenddatum  | Team        | BN'ers*                | BN'ers*         | BN'ers*            | Kijkcijfers |
| ------- | --- | ------------- | ----------- | ---------------------- | --------------- | ------------------ | ----------- |
| 3       | 1   | 12 maart 2016 | Team Gordon | Pip Pellens            | Timor Steffens  | Peter Jan Rens     | 1.364.000   |
| 3       | 1   | 12 maart 2016 | Team Gerard | Wolter Kroes           | Thomas Berge    | N.v.t.             | 1.364.000   |
| 3       | 2   | 19 maart 2016 | Team Gordon | Rob Geus               | Quintis Ristie  | Robert Schoemacher | 1.494.000   |
| 3       | 2   | 19 maart 2016 | Team Gerard | Victoria Koblenko      | Fred van Leer   | N.v.t.             | 1.494.000   |
| 3       | 3   | 26 maart 2016 | Team Gordon | Edsilia Rombley        | Glennis Grace   | Marga Bult         | 1.598.000   |
| 3       | 3   | 26 maart 2016 | Team Gerard | Veronica van Hoogdalem | Britt Dekker    | N.v.t.             | 1.598.000   |
| 3       | 4   | 2 april 2016  | Team Gordon | Barry Paf              | Mark Labrand    | Grad Damen         | 1.144.000   |
| 3       | 4   | 2 april 2016  | Team Gerard | Tim Douwsma            | Monique Smit    | N.v.t.             | 1.144.000   |
| 3       | 5   | 9 april 2016  | Team Gordon | Yuri van Gelder        | Jeffrey Wammes  | Diva Mayday        | 1.260.000   |
| 3       | 5   | 9 april 2016  | Team Gerard | Frans Duijts           | Mr. Polska      | N.v.t.             | 1.260.000   |
| 3       | 6   | 16 april 2016 | Team Gordon | Gaby Blaaser           | Dilan Yurdakul  | Dikke Dennis       | 1.289.000   |
| 3       | 6   | 16 april 2016 | Team Gerard | Nance Coolen           | Michael Boogerd | N.v.t.             | 1.289.000   |
| 3       | 7   | 23 april 2016 | Team Gordon | Brace                  | Lange Frans     | Johan Vlemmix      | 1.566.000   |
| 3       | 7   | 23 april 2016 | Team Gerard | Anouk Maas             | Patrick Martens | N.v.t.             | 1.566.000   |

* In team Gordon zat dit seizoen een derde BN'er, die enkel meedeed aan de schuine scène. Dit omdat Gordon vanwege een blessure niet aan dit onderdeel kon deelnemen.

### Gasten Alles mag op zondag
| Seizoen | Nr. | Uitzenddatum     | Team        | BN'ers                | BN'ers                  | Kijkcijfers |
| ------- | --- | ---------------- | ----------- | --------------------- | ----------------------- | ----------- |
| 4       | 1   | 8 januari 2017   | Team Gordon | Janice                | Kim Feenstra            | 926.000     |
| 4       | 1   | 8 januari 2017   | Team Gerard | Martijn Fischer       | Renate Gerschtanowitz   | 926.000     |
| 4       | 2   | 15 januari 2017  | Team Gordon | JayJay Boske          | Kraantje Pappie         | 895.000     |
| 4       | 2   | 15 januari 2017  | Team Gerard | Dave Roelvink         | Jessie Jazz Vuijk       | 895.000     |
| 4       | 3   | 22 januari 2017  | Team Gordon | Gwen van Poorten      | Rico Verhoeven          | 879.000     |
| 4       | 3   | 22 januari 2017  | Team Gerard | Sharon Doorson        | Pim Wessels             | 879.000     |
| 4       | 4   | 29 januari 2017  | Team Gordon | Manuel Venderbos      | Shelly Sterk            | 800.000     |
| 4       | 4   | 29 januari 2017  | Team Gerard | Kay Nambiar           | Paulien Huizinga        | 800.000     |
| 4       | 5   | 5 februari 2017  | Team Gordon | Manuel Broekman       | Dio                     | 912.000     |
| 4       | 5   | 5 februari 2017  | Team Gerard | Kim-Lian van der Meij | Teun Kuilboer           | 912.000     |
| 4       | 6   | 12 februari 2017 | Team Gordon | Sjaf                  | Mella                   | 757.000     |
| 4       | 6   | 12 februari 2017 | Team Gerard | Javier Guzman         | Abbey Hoes              | 757.000     |
| 4       | 7   | 19 februari 2017 | Team Gordon | Hugo Kennis           | Miljuschka Witzenhausen | 676.000     |
| 4       | 7   | 19 februari 2017 | Team Gerard | Remy Bonjasky         | Zimra Geurts            | 676.000     |

## Vervolg op SBS6
In 2019 werd een soortgelijk programma door SBS6 uitgezonden onder de naam Gordon tegen Dino show. Hierin keerde Gordon terug als teamcaptain, werd presentator Jandino Asporaat teamcaptain en lag de presentatie in handen van Jan Versteegh.